# 1505

## مواليد
- استيفاو دا غاما دبلوماسي برتغالي
- صقللي محمد باشا صدر أعظم عثماني
- ماري من المجر

## وفيات
- أرنولد فون هارف
- إيفان الثالث
- جلال الدين السيوطي
- يوهانس فيدمان
- ابن الفرفور الدمشقي، قاضي شافعي شامي.